# Imieni Karła Libkniechta
Imieni Karła Libkniechta (ros. Имени Карла Либкнехта) – osiedle typu miejskiego w Rosji, w rejonie kurczatowskim obwodu kurskiego.
Miejscowość ma status jednostki administracyjnej rejonu (osiedla miejskiego).

## Geografia
Osiedle położone jest na lewym brzegu rzeki Sejm (dopływu Desny). W pobliżu stacji kolejowej Błochino (na linii Kursk – Lgow).

## Historia
Miejscowość została założona nad brzegiem rzeki Pienka w 1606. Jej pierwotną nazwą były Pieny, które to miano zachowało się wśród mieszkańców w mowie potocznej. Nową nazwę osiedle uzyskało dopiero po rewolucji październikowej, na cześć zamordowanego w 1919 roku Karla Liebknechta (niemieckiego marksisty). Przed II wojną światową w miejscowości istniał zakład remontowo-mechaniczny im. Karla Liebknechta, który w 1941 roku został pospiesznie przeniesiony wraz z obsadą pracowniczą do Kirgizji.
Miejscowość uzyskała status osiedla typu miejskiego w 1930 roku.

## Demografia
W 2020 roku osiedle liczyło sobie 7620 mieszkańców (jako jednostka administracyjna (osiedle miejskie) na powierzchni 35,84 km² – 7908).